# Cassipourea acuminata
Cassipourea acuminata är en tvåhjärtbladig växtart som beskrevs av Liben. Cassipourea acuminata ingår i släktet Cassipourea, och familjen Rhizophoraceae. Inga underarter finns listade i Catalogue of Life.